# 安-玛格丽特
安-玛格丽特（英語：Ann-Margret，1941年4月28日—），女，瑞典裔美國演員，曾提名奧斯卡最佳女主角獎。

## 演出
- 《欢乐今宵》（Bye Bye Birdie）
- 《红粉世界》（Viva Las Vegas）
- 《猎爱的人》（Carnal Knowledge）
- 《冲破黑暗谷》（Tommy）
- 《三个老枪手》（Going in Style）